# Discografia delle T-ara

## Album studio

### Album studio coreani
- 2009 – Absolute First Album (Core Contents Media, LOEN Entertainment)

### Album studio giapponesi
- 2012 – Jewelry Box (EMI Music Japan)
- 2013 – Treasure Box (Universal Music Japan)
- 2014 – Gossip Girls (Universal Music Japan)

## Raccolte
- 2012 – T-ara's Best of Best 2009-2012 ~Korean ver.~ (EMI Music Japan)
- 2014 – T-ara Single Complete Best Album "Queen of Pops" (Universal Music Japan)

## EP
- 2010 – Temptastic
- 2011 – John Travolta Wannabe
- 2011 – Black Eyes
- 2012 – Day by Day
- 2013 – Again
- 2014 – And&End
- 2015 – So Good
- 2016 – Remember
- 2017 – What's My Name

## Repackage
- 2010 – Breaking Heart
- 2011 – Roly Poly in Copacabana
- 2012 – Funky Town
- 2012 –  Mirage
- 2013 – Again 1977
- 2013 – White Winter

## Remix Album
- 2012 – T-ara's Free Time in Paris & Swiss (Core Contents Media)
- 2014 – EDM Club Sugar Free Edition (Core Contents Media)

## Singoli

### Singoli Coreani
- 2009 – Good Person
- 2009 – Lies
- 2009 – TTL (Time to Love)
- 2009 – TTL listen 2
- 2009 – Bo Peep Bo Peep
- 2009 – Like the first Time
- 2010 – I Go Crazy Because of You
- 2010 – I'm Really Hurt
- 2010 – Why are you being like this?
- 2010 – Yayaya
- 2011 – Roly Poly
- 2011 – Roly Poly in Copacabana
- 2011 – Cry Cry
- 2012 – We Were in Love
- 2012 – Lovey-Dovey
- 2012 – Day by Day
- 2012 – Sexy Love
- 2013 – Number 9
- 2013 – Because I Know
- 2013 – Do You Know Me?
- 2013 – Hide & Seek
- 2014 – Sugar Free
- 2014 – Sugar Free (BigRoom version)
- 2015 – So Crazy
- 2016 – Tiamo
- 2017 – What's My Name?
- 2021 – Tiki Taka
- 2021 – All Kill

### Singoli Giapponesi
- 2011 – Bo Peep Bo Peep
- 2011 – Yayaya
- 2012 – Roly Poly
- 2012 – Lovey Dovey
- 2012 – Day by Day
- 2012 – Sexy Love
- 2013 – Bunny Style!
- 2013 – Target
- 2013 – Number 9
- 2013 – Memories: You Gave Me Guidance
- 2014 – Lead the Way
- 2014 – La'boon

### Singoli Cinesi
- 2015 – So Crazy
- 2016 – Tiamo
- 2017 – What's My Name?

### Singoli Digitali
- 2010 – We Are The One
- 2010 – TWENTYth Urban
- 2011 – Log-in
- 2012 – Round and Round
- 2013 – Tear of Mind  feat. 5dolls/SPEED/The Seeya
- 2013 – Bikini feat. Davichi e Skull
- 2014 – First Love
- 2014 – Little Apple
- 2014 – Sugar Free(Chuckie Remix)
- 2015 –  White Snow (MBK Family)
- 2015 – World of Warships 战舰世界(zhan jian shi jie) （Cry Cry chinese ver.)
- 2017 - My Love

## Sub-Unit Albums
- 2013 – Jeon Won Diary (T-Ara N 4)
- 2013 – Kaze no Youni (QBS)